# Tamboeria
Tamboeria — вимерлий рід хижих тероцефалів середнього розміру із зони збору Tapinocephalus у ПАР.